# Gaszerbrum II
Gaszerbrum II (chiń. 加舒尔布鲁木II峰 – Jiāshū’ěrbùlǔmù II Fēng) – najniższy ośmiotysięcznik Karakorum o sylwetce regularnej piramidy. Leży na północ od Gaszerbruma I, od którego oddzielony jest przełęczą Gaszerbrum. Nazwa wszystkich szczytów pochodzi od słów rgasha brum w języku balti, co oznacza „Piękną Górę” lub „Świecącą Ścianę”. W pierwszej klasyfikacji Karakorum określany był jako K4.
Grupa Gaszerbrum znajduje się w Karakorum, pomiędzy lodowcem Baltoro na zachodzie, lodowcem Gaszerbrum na północy i lodowcem Urdok na wschodzie. Najbliższym szczytem położonym w kierunku północno-zachodnim jest Broad Peak. W Masywie Gaszerbruma II znajduje się jeszcze Gaszerbrum II wschodni (7772 m) oraz kilka turni, w tym Spur Tower (7310 m). 
Wysokość względna góry to około 3000 metrów, z czego 2000 metrów stanowi ściana północno-wschodnia.

## Historia podboju
W 1934, wyprawa poprowadzona przez znanego alpinistę Güntera O. Dyhrenfurtha dokonała rekonesansu grupy Gaszerbrumów. Na kolejnych alpinistów góra musiała czekać 22 lata i poddała się niemal bez walki, za pierwszym razem. 7 lipca 1956 roku austriacka wyprawa pod kierownictwem Fritza Moraveca zdobyła wierzchołek. Oprócz kierownika wyprawy, szczyt osiągnęli jeszcze Joseph Larch i Hans Willenpart. Austriacy rozpoczęli wspinaczkę z lodowca Gaszerbrum Południowy, następnie południowo-zachodnim żebrem i śnieżnym tarasem na grań wschodnią, skąd na wierzchołek. Gaszerbrum II nie był w tamtych czasach zbyt obleganym szczytem. Kolejna wyprawa znalazła się u jego podnóży dopiero w 1975. Francuzi poprowadzili wówczas nową drogę południowym żebrem. Marc Batard i Yannick Seigneur stanęli na szczycie 18 czerwca 1975 r. Pierwsi Polacy na szczycie stanęli 1 sierpnia tego samego roku.
Pierwszego wejścia na Gaszerbrum II wschodni (7772 m) dokonali Polacy - Jerzy Kukuczka i Wojciech Kurtyka w czerwcu 1983. 
Pierwszego wejścia zimowego dokonali 2 lutego 2011 Simone Moro, Denis Urubko i Cory Richards. Jest to pierwszy zdobyty zimą ośmiotysięcznik w Karakorum.
25 lipca 2015 roku podczas zjazdu na nartach z obozu drugiego, po nieudanej próbie zdobycia w Karakorum Gaszerbruma II (8035 m), zaginął polski ski-alpinista Aleksander Ostrowski. Prawdopodobnie wpadł do szczeliny. Ostrowski wraz z Piotrem Śnigórskim 21 lipca rozpoczęli atak szczytowy, prowadzony bez wsparcia przewodników wysokogórskich i dodatkowego tlenu. Ich celem było dokonanie pierwszego polskiego zjazdu na nartach z tego ośmiotysięcznika. 
16 lipca 2018 wejścia nowym wariantem na ścianie zachodniej Gasherbruma II dokonali Adam Bielecki i Felix Berg.

### Zdobywcy
- 1956 – Joseph Larch, Fritz Moravec i Hans Willenpart (Austria),
- 1975 – Marc Batard, Yannick Seigneur (Francja), nową drogą południowym żebrem,
- 1975 – Leszek Cichy, Janusz Onyszkiewicz, Krzysztof Zdzitowiecki (Polska),
- 2 lutego 2011 – Simone Moro (Włochy), Denis Urubko (Kazachstan) i Cory Richards (USA) (jako pierwsi zimą).

Polskie wejścia:
- 1 sierpnia 1975 – Leszek Cichy, Janusz Onyszkiewicz, Krzysztof Zdzitowiecki,
- 9 sierpnia 1975 – Marek Janas, Andrzej Łapiński, Władysław Woźniak,
- 12 sierpnia 1975 – Halina Krüger-Syrokomska, Anna Okopińska - pierwsze w historii wejście na ośmiotysięcznik w wyłącznie kobiecym składzie,
- 1 lipca 1983 – Jerzy Kukuczka, Wojciech Kurtyka,
- 28 lipca 1983 – Aleksander Lwow,
- 12 lipca 1989 – Wanda Rutkiewicz,
- 19 lipca 1990 – Piotr Pustelnik,
- 28 lipca 1993 – Piotr Snopczyński,
- 7 lipca 1995 – Jacek Berbeka,
- 9 lipca 1995 – Krzysztof Wielicki,
- 11 lipca 1995 – Mariusz Sprutta,
- 15 lipca 1997 – Jarosław Żurawski, Krzysztof Gardyna,
- 17 lipca 1997 – Jerzy Natkański, Dariusz Załuski,
- 20 lipca 1997 – Ryszard Pawłowski, Barbara Batko,
- 21 lipca 1997 – Piotr Pustelnik, Józef Goździk, Jacek Masełko,
- 21 lipca 2003 – Witold Szylderowicz,
- 26 lipca 2003 – Ryszard Pawłowski, Sylwia Bukowicka, Jarosław Woćko,
- 2 sierpnia 2003 – Anna Czerwińska, Tomasz Tauszyński,
- 3 września 2003 – Robert Porzycki,
- 23 lipca 2006 – Ryszard Pawłowski, Marek Chmielarski,
- 25 lipca 2006 – Rafał Fronia, Krzysztof Wielicki, Robert Jucha, Paweł Podsiadło, Zbigniew Zimniewicz,
- 26 lipca 2006 – Paweł Mitura, Bogusław Chamielec,
- 27 lipca 2006 – Tamara Styś, Dariusz Załuski,
- 6 lipca 2008 – Piotr Morawski,
- 31 lipca 2008 – Paweł Michalski,
- 22 lipca 2011 – Aleksandra Dzik, Jacek Teler[5],
- 21 lipca 2013 – Anna Barańska[6],
- 17 lipca 2015 – Kinga Baranowska[7],
- 16 lipca 2018 – Adam Bielecki[8],
- 18 lipca 2019 – Denis Urubko, Janusz Adamski, Jarosław Zdanowicz,
- 18 lipca 2021 - Radosław Woźniak, Piotr Krzyżowski
- 21 lipca 2024 – Dorota Rasińska-Samoćko[9]
- 29 lipca 2024 – Waldemar Kowalewski[10]